# Chiisakobe
Chiisakobe (ちいさこべえ?, Chīsa Kobe e, lett. "Piccolo bambino") è un manga seinen scritto e illustrato da Minetarō  Mochizuki. L'opera è stato serializzata dal 3 settembre 2012 al 9 febbraio 2015 sulla rivista giapponese Big Comic Spirits e in seguito pubblicata dalla casa editrice Shogakukan in quattro volumi tankōbon. La pubblicazione dell'edizione italiana è iniziata nel febbraio 2018, a cura della casa editrice J-Pop che aveva precedentemente annunciato il titolo durante il Lucca Comics & Games nel 2017.

## Trama
Un violento incendio riduce in cenere una considerevole parte di un quartiere di Tokyo formato prevalentemente da case antiche costruite in legno. Nel tragico evento viene distrutta la sede dell’impresa edilizia Daitome, specializzata nella costruzione di edifici in legno di stile tradizionale, e vi perdono la vita gli anziani coniugi proprietari della ditta. Shigeji, il loro giovane e unico figlio laureato in architettura e appassionato bibliofilo, decide di ricostruire l’impresa di famiglia senza l’aiuto di nessuno dei tanti amici del padre che gli offrono sostegno, materiale e morale. Shigeji, così, ritorna nella propria casa e vi trova Ritsu, una giovane che conosce sin dall’infanzia e che è stata assunta da un suo collaboratore affinché lo aiuti nelle faccende domestiche. Tuttavia, Ritsu non è sola, ma in compagnia di un piccolo gruppo di bambini rimasti senza dimora dopo che l’orfanotrofio in cui erano ospitati è andato distrutto nell’incendio.

## Manga
Il manga, formato da 44 capitoli, è stato serializzato dal 3 settembre 2012 al 9 febbraio 2015 sulla rivista giapponese Big Comic Spirits e poi raccolto in quattro volumi tankōbon. In Italia, la pubblicazione è iniziata nel febbraio 2018 ed è terminata nell'agosto dello stesso anno, a cura della casa editrice J-Pop.
| Nº | Data di prima pubblicazione | Data di prima pubblicazione | Data di prima pubblicazione | Data di prima pubblicazione |
| Nº | Giapponese                  | Giapponese                  | Italiano                    | Italiano                    |
| -- | --------------------------- | --------------------------- | --------------------------- | --------------------------- |
| 1  | 29 marzo 2013               | ISBN 978-4-09-185109-3      | 28 febbraio 2018            | ISBN 978-88-6634-890-0      |
| 2  | 30 settembre 2013           | ISBN 978-4-09-185507-7      | 18 aprile 2018              | ISBN 978-88-3275-322-6      |
| 3  | 28 marzo 2014               | ISBN 978-4-09-186137-5      | 13 giugno 2018              | ISBN 978-88-3275-345-5      |
| 4  | 30 marzo 2015               | ISBN 978-4-09-186848-0      | 29 agosto 2018              | ISBN 978-88-3275-352-3      |

## Analisi
La serializzazione di Chiisakobe, composta tra il 2012 e il 2015, possiede una precisa evoluzione che lo stesso Mochizuki ha più volte spiegato nel corso di interviste. L’opera è un libero adattamento del romanzo Chīsa kobe (ちいさこべ) pubblicato nel 1962 da Shūgorō Yamamoto, autore i cui testi sono stati in più occasioni adattati per il grande schermo, si pensi ai soli Barbarossa e Dodes'ka-den di Akira Kurosawa e Sabu di Takashi Miike. Nella composizione dell’adattamento, Mochizuki decide di abbandonare l’ambientazione scelta originariamente da Yamamoto, il periodo Edo, preferendo una cornice contemporanea per gli eventi della storia.  Se  Dragon Head era stato concepito come sorta di risposta alla crisi economica vissuta nel Giappone a causa della bolla monetaria nei primi anni Novanta, in Chiisakobe si riflette invece il dramma dello tsunami dell’11 marzo 2011. Il tratto grafico che aveva caratterizzato Dragon head, fondato su un realismo colmo di dettagli e particolari nelle figure umane come negli sfondi, è ora sostituito da Mochizuki con uno diametralmente opposto, pulito e rarefatto al limte dell’essenziale e con un preciso ed esplicito interesse verso la pop art.
Da sempre profondamente influenzato dall’arte cinematografica, in Chiisakobe, Mochizuki utilizza un preciso modello autoriale come fonte di ispirazione: il regista Wes Anderson, in particolar modo nella pellicola I Tenenbaum. Un'ulteriore prova dell’amore di Mochizuki per il cinema è presente nella divertita citazione della pellicola Shining di Stanley Kubrick, più volte inserita nelle tavole attraverso le magliette indossate da uno dei bimbi ospitati da Shigeji.

## Accoglienza
Chiisakobe ha vinto il Prix Asie dell'ACBD (Association des critiques et journalistes de bande dessinée) e il Prix de la série del Festival d'Angoulême 2017.